# هارفي ميلك
كان هارفي بيرنارد ميلك سياسيّاً أمريكيا، وأول مسؤول مُنتخب للمثليّين جنسيّاً في تاريخ كاليفورنيا، حيث تم انتخابه لمجلس سان فرانسيسكو للمشرفين.
في عام 1972م، انتقل ميلك من مدينة نيويورك إلى منطقة كاسترو في سان فرانسيسكو وسط هجرة الرّجال المثليّين وثنائيّي الجنس، استفاد من القوّة الاقتصاديّة والسياسيّة المتناميّة في الجوار لتعزيز مصالحه.
في عام 1977م، فاز بمنصب مشرف على المدينة، وأصبح انتخابه ممكناً بعد التحوّلات السياسيّة التي طرأت على سياسة سان فرانسيسكو.
عمل ميلك في منصبه لما يقارب 11 شهراً، استبسل خلالها في الدّفاع عن حقوق المثليين والمتحوّلين جنسيّاً وثنائيي الجنس، وفي عام 1978م تم اغتيال ميلك والعمدة جورج موسكون حينها على يد دان وايت الذي كان مشرفاً سابقاً للمدينة، إلا أنّه استقال لمتابعة مشروع تجاري خاص به، فشل مشروعه وعاد للعمل كمشرف على المدينة.
حُكم على وايت بالسّجن لمدّة سبع سنوات بتهمة القتل غير العمد، وتم تخفيضها لاحقاً إلى خمس سنوات؛ تم إطلاق سراحه في عام 1983م، إلا أنّه انتحر بعد ذلك بعامين.

## النشأة

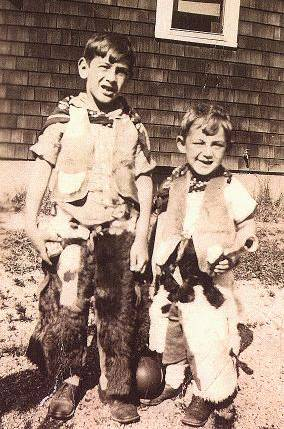
هارفي ميلك وشقيقه الأكبر روبرت في عام 1934م

وُلد ميلك في ضاحية ووديمير في نيويورك، لكل من ويليام ميلك ومينيرفا كارنس؛ كان الولد الأصغر للوالدين اليهوديين الليتوانيين وحفيد الجدّ موريس ميلك، كان الجدّ صاحب متجر كبير، وساعد في تنظيم أوّل كنيس يهوديّ في المنطقة.
كان هارفي طفلاً حينها، وكان يحب لفت الانتباه عن طريق الخدع المضحكة، في سنّ المراهقة عرف هارفي أنّ لديه ميولاً مثليّة إلا أنّه أبقاها سرّاً، وقال لاحقاً: «لم أكن أستطيع أن أبوح بهذا».
تخرّج ميلك من ثانويّة باي شور في نيويورك في عام 1947م، وأكمل دراسته في جامعة ألباني وتخصّص في الرّياضيّات من عام 1947م حتّى عام 1951م.

### المسيرة المهنية المبكرة
بعد التخرّج، انضمّ ميلك إلى البحرية الأمريكية أثناء الحرب الكورية على متن غوّاصة، ثم انتقل لاحقاً إلى محطة نافال في سان دييغو ليكون مدرّب للغوص[5]. في عام 1955م خرج من البحريّة برتية ملازم. تميّزت المسيرة المهنيّة المبكرة لميلك بالتغييرات المتكررة، بعد أن خرج من البحريّة بدأ بالتعليم في مدرسة جورج دبليو هيوليت الثانويّة في لونغ آيلاند.
في عام 1956م، التقى بجو كامبل على شاطئ جايكوب ريس بارك –الذي كان موقعاً معروفاً لمثليي الجنس في كوينز-، كان كامبل أصغر بسبع سنولت من ميلك.وقعا في الغرام وعاشا معاً وكتب ميلك العديد من القصائد الرومانيّة الرومانسيّة لكامبل، إلا أنّهما شعرا بالملل في نيويورك، فانتقلا إلى دالاس في ولاية تكساس، إلا أنّهما عادا من جديد إلى نيويورك، حيث عمل ميلك كإحصائيّ في شركة تأمين. انفصل ميلك وكامبل بعد علاقة دامت 6 سنوات.

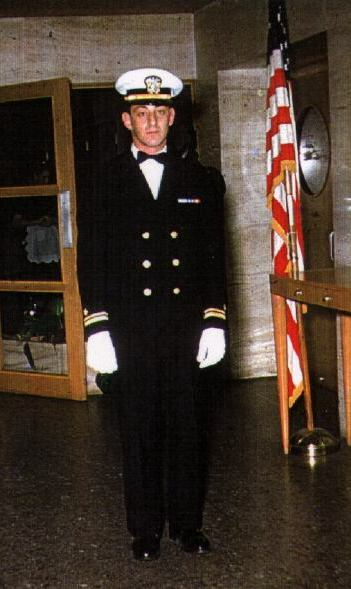
ميلك بالزّي الرسمي للبحرية الأمريكية في زفاف خيه في عام 1954م.

حاول ميلك أن يخفي حياته الجنسيّة عن كل معارفه، حتّى أنّه فكّر بالزواج من صديقة مثليّة لتكون غطاء لعلاقاته المثليّة ولكي لا يقف أي منهما في وجه رغبات الآخر [12]، ارتبط ميلك في عام 1962م مع كريغ رودويل الذي كان يصغر ميلك بعشر سنوات، وانفصلا بنفس العام.
توقّف ميلك عن العمل كإحصائيّ في شركة تأمين وأصبح باحثاً في إحدى شركات وول ستريت، وحصل على أكثر من ترقية في عمله الجديد بسبب مهارته الكبيرة، بدأ علاقة مع جاك جالين ماكنلي، وجنّده في حملة الرئيس الجمهوري باري غولدووتر في عام 1964م، كانت علاقتهما مضطربة . عندما بدأ ماكينلي علاقته الأولى مع ميلك في أواخر عام 1964م، كان ماكينلي يبلغ من العمر 16 عاماً فقط؛ كان عرضة للاكتئاب، وهدد بالانتحار عدّة مرّات إن لم يعطه ميلك الاهتمام الكافي.

### شارع كاسترو
منذ نهاية الحرب العالمية الثانية، كانت مدينة سان فرانسيسكو الساحليّة موطناً لعدد كبير من الرّجال المثليّين الذين تم طردهم من الجيش، وقرروا البقاء في المدينة بدلاً من العودة إلى مواطنهم والتعرّض للنبذ.
التقى ميلك بسكوت سميث وانخرطا في علاقة معاً، ثم عاد ميلك وسميث إلى سان فرانسيسكو، حيث عاشا من المال الذي وفّراه. في آذار في عام 1973م، افتتح ميلك وسميث متجراً لآلات التصوير في شارع كاسترو.

## الحملات

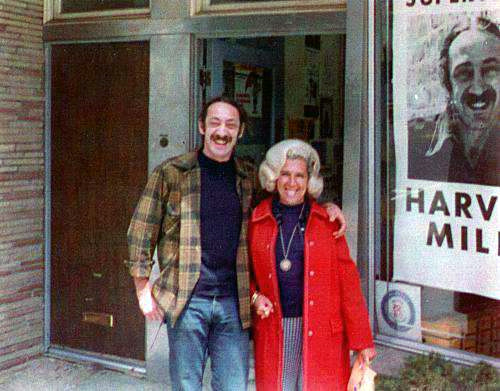
ميلك مع زوجة شقيقه أمام محل ميلك لآلات التصوير عام 1973م.

تلقّى ميلك ترحيباً كبيراً من قبل المؤسسة السياسيّة المثليّة في سان فرانسيسكو. إلا أنّه لاقى رفضاً من قبل جيم فوستر الناشط في مجال حقوق المثليين أيضاً.
وصفته الصحافيّة فرانسيس فيتزجيرالد بأنّه «سياسيّ مولود». في البداية أظهر ميلك عدم الخبرة في سياساته، إلا أنّه استطاع لاحقاً تحسين ما يقوم به.

### عمدة شارع كاسترو
لطالما كان ميلك يحاول بناء تحالفاتٍ سياسيّةٍ من أجل الوصول لأهدافه، وبالفعل حقق هذا الأمر وأنشأ العديد من التحالفات التي ساعدته في بناء اسم وسمعة له في شارع كاسترو، ولذلك نصّب نفسه كعمدة لشارع كاسترو.
وقال عنه توم أوهوغان: «قضى هارفي حياته يبحث عن خشبة مسرح، وفي شارع كاسترو وجدها أخيراً»

أسس ميلك مع بعض مثليي الجنس جمعية في شارع كاسترو هدفها تسليط الضوء ودعم مثليي الجنس والمشاريع التي يقومون بها، كان مقر الجمعية في شارع كاسترو، وكان ميلك رئيساً للجمعيّة.

### مرشح قوي
على الرّغم من كونه قادمٌ جديد إلى شارع كاسترو، إلا أنّه استطاع قيادة المجتمع في تلك المنطقة بشكل مميز. وكان قد بدأ يُؤخَذ على محمل الجدّ كمرشّح لمشرف المدينة، وبالفعل قرّر ميلك الترشّح مرة ثانية لمنصب مشرف المدينة في عام 1975م.
قام ميلك بالعديد من الأمور لتحسين صورته أكثر ولكي يُؤخَذ على محمل الجدّ أكثر، وحصلت حملته الانتخابية على دعم من قبل العديد من فرق الأعمال ورجال الإطفاء ونقابات البناء.
فضّل ميلك دعم الشركات الصّغيرة والأحياء النامية. ولكن ميلك حصل على المرتبة السابعة في الانتخابات، على بعد مرتبة واحدة من مقعد الشّرف.

### السباق الانتخابي لمجلس الولاية
كان أوّل مفوّض مثلي الجنس في الولايات المتّحدّة الأمريكيّة، بعد أن عيّنه العمدة جورج موسكون في عام 1976م.
قضى ميلك أسابيع عديدة في طلبات الاستئناف، ودعم العديد من الأشخاص في كاليفورنيا المرشّح ميلك من أجل حصوله على مقعد في جمعية ولاية كاليفورنيا، وقد حصل ميلك على أصوات أكثر من العضو الذي كان موجوداً حينها في المنصب، إلا أن العديد من الاتفاقات السياسيّة لم تسمح لميلك بالحصول على المقعد.
رشّح ميلك نفسه في الانتخابات التاليّة لنفس المنصب السابق، إلى أن ترشّحه هذا أدى إلى اغتياله.
كانت حملة ميلك تدار من متجر آلات التصوير الخاص به في شارع كاسترو، كان العديد من المثليين يساعدونه في حملته، وكانت مساعد مدير الحملة هي فتاة تبلغ من العمر 11 عاماً، كما كان ميلك متقلّب المزاج بشكل كبير أثناء الحملة. كان ميلك عبقرياً في مجال لفت أنظار الإعلام والصّحافة عليه.
وزّع ميلك صوره الانتخابية وبرنامج حملته وكل ما يتعلّق بالحملة في مختلف أنحاء الولاية، بمساعدة عدد كبير من الرّجال والنساء وخاصة المثليّين، كما دعمته العديد من الشخصيّات ذات التأثير الكبير على المجتمع.

## الاغتيال
في 10/11/1978م، استقال وايت من منصبه في مجلس المشرفين في سان فرانسيسكو، بحجّة أن دخله السنويّ لا يكفي لدعم عائلته. لكن لاحقاً طلب وايت سحب استقالته وإعادة تعيينه، ووافق رئيس البلدية على ذلك في البداية.
لكن تدخّل عدد كبير من المشرفين في القضيّة أقنع رئيس البلديّة بتعيين شخص آخر في المنصب من أجل مراعاة التنوع العرقي المتنامي في المنطقة التي يشرف عليها وايت.
ساء وضع منطقة وايت للغاية، وانتشرت أخبار عن انتحارٍ جماعيٍّ لأكثر من 900 شخص، وعندما ذهب ممثل كاليفورنيا ليفحص الوضع على أرض الواقع تم اغتياله بطلق ناري في مهبط للطائرات أثناء محاولة هروبه من الوضع المتوتّر [113][114].
خطط رئيس البلديّة لإعلان استبدال وايت في 27/11/1978م، وقبل نصف ساعة من المؤتمر الصحفيّ، استطاع وايت التسلل إلى قاعة مجلس البلدية بدون المرور بجهاز كشف المعادن، ودخل إلى مكتب رئيس البلديّة وأطلق عليه النّار وقتله.
عاد وايت إلى مكتبه السابق، أعاد ملء مخزن سلاحه ثم اعترض طريق ميلك، وطلب منه الدخول إلى المكتب قليلاً، وهناك قتله بعدّة طلقات ناريّة، منها طلقتان في الرّأس.
في ذلك المساء، خرج بين 25.000 و40.000 شخص في مسيرة عفوية على ضوء الشّموع في شارع كاسترو، كما حضر أكثر من 6.000 شخص العزاء الذي أقيم من أجل رئيس البلديّة وميلك؛ وقد تم وضع تمثالين تذكاريّين لميلك، أحدهما في معبد إيمانويل اليهوديّ، والأخر في دار الأوبرا.

## روابط خارجية
- هارفي ميلك على موقع IMDb (الإنجليزية)
- هارفي ميلك على موقع الموسوعة البريطانية (الإنجليزية)
- هارفي ميلك على موقع ميوزك برينز (الإنجليزية)
- هارفي ميلك على موقع قاعدة بيانات برودواي على الإنترنت (الإنجليزية)
- هارفي ميلك على موقع إن إن دي بي (الإنجليزية)
- هارفي ميلك على موقع ديسكوغز (الإنجليزية)
- هارفي ميلك على موقع قاعدة بيانات الفيلم (الإنجليزية)